# Sean McNamara (réalisateur)
Pour les articles homonymes, voir Sean McNamara et McNamara.
Sean McNamara né le 9 mai 1962 à Burbank est un réalisateur, scénariste et producteur de films et séries télévisées, pour la plupart pour Walt Disney Pictures et Walt Disney Television. Il a notamment produit Phénomène Raven ainsi que d'autres séries puis réalisé le film Raise Your Voice avec Hilary Duff.

## Filmographie

### Réalisateur
Films
- 1989 : Hollywood Chaos
- 1996 : Galgameth: L'apprenti dragon
- 1997 : Casper, l'apprenti fantôme (Casper: A Spirited Beginning)
- 1998 : By Default
- 1998 : Casper et Wendy (Casper Meets Wendy)
- 1998 : Les trois ninjas se déchaînent (3 Ninjas: High Noon at Mega Mountain)
- 1999 : P.U.N.K.S.
- 1999 : Treehouse Hostage
- 2001 : Mon copain Mac héros des étoiles (Race to space)
- 2007 : Bratz : In-sé-pa-rables ! (Bratz)
- 2011 : Soul Surfer
- 2013 : Robosapien: Rebooted
- 2018 : Orphan Horse
- 2018 : The Miracle Season
- 2022 : The King's Daughter (tourné en 2014)
- 2022 : Dangerous Games: The Legacy Murders
- 2023 : On a Wing and a Prayer
- 2023 : Vindicte (Vindicta)
- 2024 : Bau, Artist At War
- 2024 : Reagan
- 2025 : On Fire

Télévision
- 1992 : The Amazing Live Sea-Monkeys
- 1991 : Candid Camera
- 1989 : Totally Hidden Video
- 1995 : Sightings
- 1994-1996 : Les Incroyables Pouvoirs d'Alex (The Secret World of Alex Mack)
- 1999 : Sur la piste du grizzly
- 2000 : Mon ami Sam
- 2000-2002: La Guerre des Stevens (Even Stevens)
- 2003: Drôles de vacances (The Even Stevens Movie)
- 2004: Phil du futur (Phil of the Future)
- 2004: Trouve ta voix (Raise Your Voice)
- 2003-2005: Phénomène Raven (That's So Raven)
- 2006: Le Feu sur la glace 2 : En route vers la gloire
- 2006: Just for Kicks
- 2007: Cake
- 2006-2007: Dance Revolution
- 2006-2007: Makaha Surf  (Beyond the Break)
- 2007 : Discovering Bratz: Auditions & Casting
- 2007-2008 : Jimmy délire (Out of Jimmy's Head)
- 2009 : Sonny (Sonny With a Chance)
- 2009 : Jonas L. A.
- 2009 : Zeke and Luther
- 2009 : Shake It Up!
- 2011 : Zack et Cody, le film
- 2013 : Les Sauveurs de l'espace (Space Warriors) (TV)
- 2015 : Juste à temps pour Noël (Just in Time for Christmas) (TV)
- 2019 : Le calendrier secret de Noël (Christmas in Evergreen: Tidings of Joy) (TV)

### Scénariste
- 1994-1996 : Les Incroyables Pouvoirs d'Alex (The Secret World of Alex Mack)
- 1998 : Les trois ninjas se déchaînent (3 Ninjas: High Noon at Mega Mountain)
- 1999 : Sur la piste du grizzly
- 1999 : P.U.N.K.S.
- 2001 - 2003 : La Guerre des Stevens (Even Stevens)
- 2006 : Just for Kicks
- 2006 : Phénomène Raven (That's So Raven)
- 2006 - 2009 : Makaha Surf  (Beyond the Break)